# 南東北大学野球連盟 (地区統括連盟)
南東北大学野球連盟（みなみとうほくだいがくやきゅうれんめい）とは、東北の南部3県に所在している大学の硬式野球部で構成された南奥羽大学野球連盟と仙台六大学野球連盟を南東北地区として代表校を選出する為に統括する大学野球組織。
全日本大学野球連盟の傘下団体であったが、全日本大学野球選手権大会における各連盟の代表枠独立に伴い1999年に消滅。

## 略史
全国新制大学野球連盟の北海道と東北の全地域を対象にした北部地区に端を発しているが、後の全日本大学野球連盟の結成に伴い傘下の北部地区大学野球連盟として発足したのが始まり。その後、変遷を経て北部地区内に東北大学野球連盟を結成。北奥羽と南奥羽に分かれたリーグ戦を実施した。（東北大学野球連盟の創設に関しては詳細が不明だが、恐らく同地区内の仙台六大学野球連盟の誕生を機に仙台六大学以外のチームで東北大学連盟を編成したのではないかと思われる。）同じ北部地区内の仙台六大学野球連盟とは並立関係にあり、長らく両連盟間で1つの出場枠を代表決定戦で争った。
その後の全日本大学野球選手権大会の出場枠拡大で北部地区から出場枠が1増になる際、同様の例で通常見られるような地区内の東北と仙台六大学の両連盟が単純独立するのではなく、北部地区内を再編成することになり、東北大学野球連盟・南奥羽リーグは南奥羽大学野球連盟となり、仙台六大学とともに地区の統括組織としての南東北大学野球連盟（南東北地区）を編成した。数年後には南東北地区内の両連盟にもそれぞれ単独の出場枠が与えられ、この地区連盟は役割を終え解散した。
尚、現在存在している、南東北大学野球連盟は、本項説明の当連盟から独立した南奥羽大学野球連盟が後に都合で改称したもので、当連盟との直接の関連性も継続性も無い別の団体組織。

## 沿革
- 1947年　全国新制大学野球連盟の結成に伴い北部地区を設置
- 1952年　全日本大学野球連盟への発展的解消に伴い北部地区大学野球連盟として移行
- 1955年　全日本大学野球連盟の代表決定に関して北海道地区を分離
- 1969年　北部地区内に仙台六大学野球連盟が誕生。（代表決定戦については詳細不明）
- 1991年　全日本大学野球選手権大会の出場枠拡大に伴い、北部地区大学野球連盟を改編。東北大学野球連盟南奥羽リーグは南奥羽大学野球連盟として仙台六大学と共に新たに地区連盟としての南東北大学野球連盟を編成。両連盟代表にて地区代表決定戦を開始。
- 1999年　全日本大学野球選手権大会の単独出場権を獲得。地区連盟としての南東北大学野球連盟を解消。

## 運営方法

### 構成
南奥羽大学野球連盟と仙台六大学野球連盟との間で代表決定戦を行なう。

### 対戦方法
春季と秋季にそれぞれ代表決定戦を実施。2戦先勝方式とする。
2戦先勝方式
同一の対戦校に対して先に2勝したチームがその相手校との対戦に勝利したとして対戦を終了する。（1勝1敗の場合は第3戦を行い決着を付ける。）

## 試合会場
仙台六大学と南奥羽との間で持ち回り運営の為、仙台六大学と南奥羽でのリーグ戦での使用球場を用いる
開成山球場、東北福祉大学球場